# Corrado Colombo (Regisseur)
Corrado Colombo (* 20. Juni 1956 in Lecco) ist ein italienischer Filmschaffender.

## Leben
Colombo begeisterte sich früh für den Film; bereits als Teenager in Rom lernte er Eriprando Visconti kennen und arbeitete für ihn bei Gelegenheit; bisweilen war er für Backstage-Aufnahmen verantwortlich. Schon immer drehte er Super-8-Filme. In den 1980er-Jahren widmete er sich dem Verleih interessanter ausländischer Filme in Italien mit der Gründung seiner Firma Master Media. 1990, nach einer Zeit als Geschäftsführer einer Videothek, produzierte und inszenierte er Mattresse - mt Vera Gemma und David D'Ingeo, seinen ersten Kinofilm, der jedoch kaum gezeigt wurde.
Danach drehte er Werbefilme und den Kurzfilm Nulla di dichiarare, eine Serie von Dokumentarfilmen über Heilige; zu Beginn des neuen Jahrtausends wurden zwei Kriminalfilme im Fernsehen gezeigt. 2002 schließlich erschien sein bislang letzter Film in den Kinos; er trug den Titel Encantado.

## Filmografie (Auswahl)
- 1990: Mattresse
- 2002: Encantado